# Vanillin

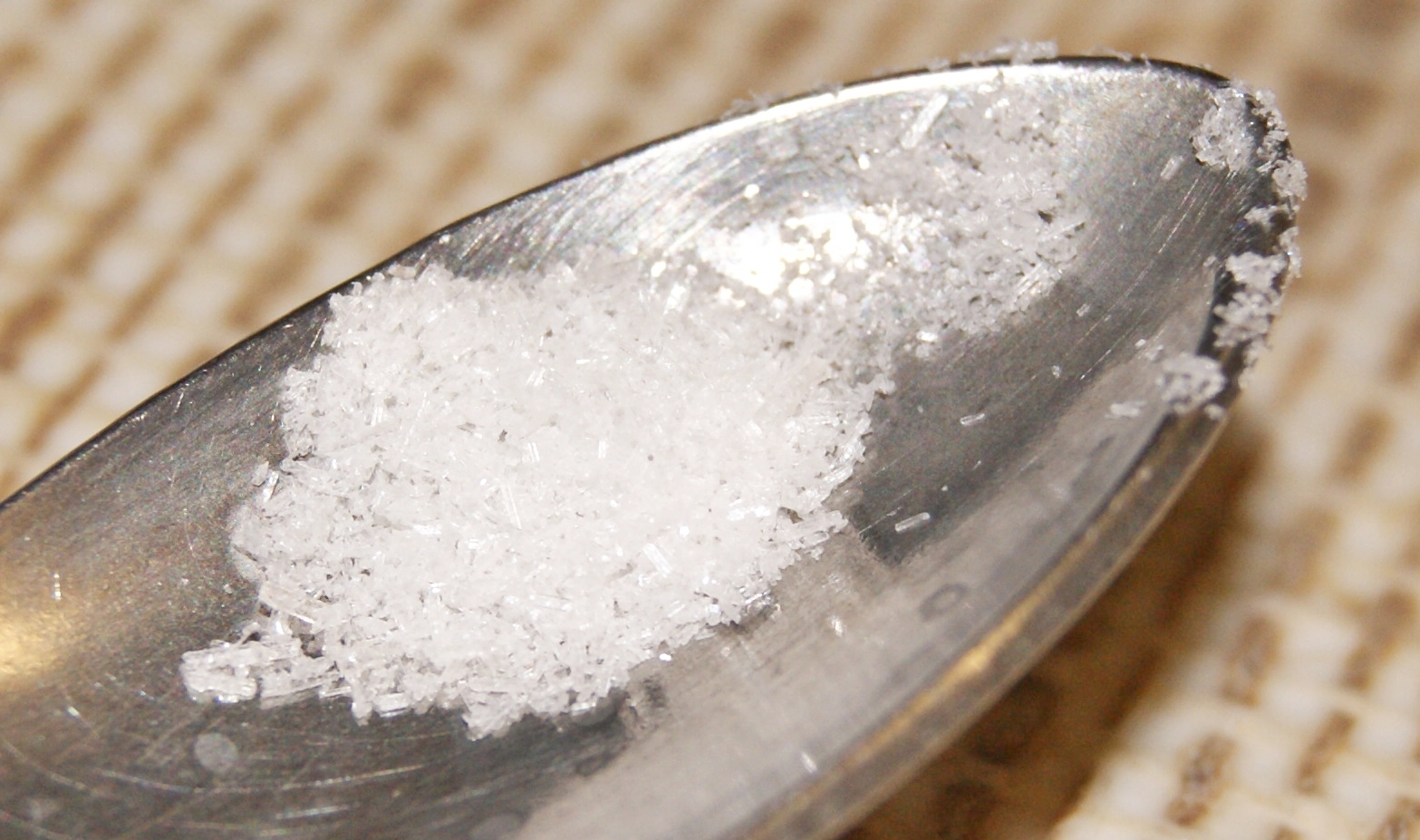

Vanillin är ett naturligt smak- och doftämne, som är den överlägset tydligaste komponenten i vaniljsmaken. Vanillin kan vara naturligt framställt, men är oftast artificiellt (fortfarande naturidentiskt) för att den produktionen är billigare.

## Produktion
Vanillin, eller rättare sagt metylvanillin (4-hydroxi-3-metoxibensaldehyd) kan syntetiseras från olika råvaror: 
- från barrvedslignin, som tillhör gruppen polycykliska biopolymerer och som är den bindande substansen mellan de cellulosahaltiga fibrerna i växter. (För tillverkning av vanillin utgående från lignin måste den högmolekylära ligninsubstansen först utvinnas och därefter brytas ned.)
- från guajakol som utvinnes från pyrokatekol (tvåvärd fenol) av petrokemiskt ursprung (olja).
- från eugenol som finns naturligt i kryddnejlikor, och som genom en tvåstegsprocess kan omvandlas till vanillin.

Vanillin från dessa råvaror räknas som en naturidentisk arom (till skillnad från etylvanillin, som inte förekommer i naturen). Vanillin från lignin anses ge en mer naturlig vaniljsmak än guajakol, och även vara något starkare. Ämnet syntetiserades först 1858 ur kåda från tall. En stor tillverkare är norska företaget Borregaard i Sarpsborg.